# ФК Орикс Дуала
ФК Орикс Дуала камерунски је фудбалски клуб из Дуале, који је своје највеће успехе остварио током 60-их година 20. века. Освојио је прву Лигу шампиона 1964. године победивши ФК Стад Малијан резултатом 2:1 у финалу, и тако су постали први клуб из Камеруна који је освојио ово такмичење. Такође су освајали Фудбалску лигу Камеруна 5 пута (по чему је четврти најуспешнији клуб Камеруна), и Куп Камеруна 3 пута. Орикс је основан априла 1907. год. и игра у црно жутим пругастим дресовима. Клуб игра на Стадиону Уједињења капацитета: 30,000 места. Тренутно наступа у нижим фудбалским лигама Камеруна.

## Успеси
- Прва лига Камеруна: 5[1]

1961, 1963, 1964, 1965, 1967
- Куп Камеруна: 4[2]

1956, 1963, 1968, 1970
Другопласирани : 1969
- КАФ Лига шампиона: 1

1964

## Учешћа у КАФ такмичењима
- КАФ Лига шампиона: 3 учешћа

1964: Победник
1966: Полуфинале
1968: Четвртфинале